# Giulia Gonzaga
(Ludovico Ariosto, Orlando furioso, XLVI, 8)
Giulia Gonzaga (Gazzuolo, 1513 – Napoli, 16 aprile 1566) è stata una nobildonna, letterata e mecenate italiana.

## Biografia
Nacque nel 1513, settima figlia, da Francesca Fieschi e da Ludovico Gonzaga, signore di Gazzuolo, Sabbioneta, Viadana e Casalmaggiore, primogenito di Gianfrancesco Gonzaga (1446-1496).
Andò sposa appena tredicenne nell'agosto del 1526 a Vespasiano Colonna (1480-1528), figlio di Prospero Colonna. Vespasiano era rimasto vedovo l'anno prima di Beatrice Appiano, figlia del signore di Piombino Jacopo IV Appiano, ed aveva una bambina di nome Isabella. Conte di Fondi e duca di Traetto, suo cugino di 3º grado, maggiore di Giulia di 33 anni, era «in cattive condizioni di salute, zoppo e monco». Giulia, che aveva portato in dote 12.000 scudi d'oro, rimase vedova dopo meno di due anni, il 13 marzo 1528, e fu erede del marito a condizione che non si risposasse, nel qual caso il patrimonio di Vespasiano sarebbe andato tutto alla figlia Isabella.

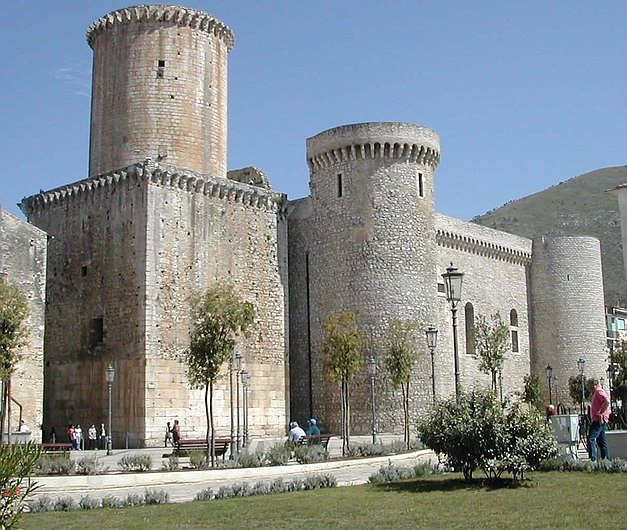
Castello di Fondi, oggi sede del Museo civico

Infatti, nel testamento redatto il giorno prima della sua morte, Vespasiano scrisse: «Lasso Isabella ad Hipolito Medici nepote del Papa con 30.000 ducati de Regno in dote, et per contentezza de vaxalli et satisfatione de la posterità che li figli se chiamano con lo cognome de casa Colonna [...] In caso che il matrimonio di Isabella con Hipolito nepote non havesse loco, lo ha resolvere mia mogliere in uno de' fratelli con cinco millia ducati de rendita sopra lo stato di Campagna in dote. Del resto lasso mia mogliera donna et patrona in tutto lo stato predetto et anco del Regno, sua vita durante, servando lo habito de vidua, et in evento che si maritasse che se piglia la dote sua et Isabelhi resti herede universale tanto del Stato di Campagna quanto del Regno et di Apruzio».
Pertanto, Giulia non si sposò più, mentre Isabella non sposò Ippolito de' Medici - che fu fatto cardinale dal papa Medici il 10 gennaio 1529 - ma un fratello di Giulia, Luigi Gonzaga "Rodomonte": in questo modo, Giulia coinvolgeva nella protezione della proprietà dei suoi feudi la propria famiglia di origine e, nello stesso tempo, manteneva l'amicizia dell'influente cardinale.
Da parte sua, Isabella ebbe da Luigi Gonzaga il figlio Vespasiano, duca di Sabbioneta e, dopo un suo nuovo matrimonio, fu Giulia ad allervarlo.

### La corte di Fondi
Giulia Gonzaga si stabilì a Fondi, animando con il suo segretario, il poeta modenese Gandolfo Porrino, un piccolo ma raffinato circolo intellettuale nel locale castello, frequentato da personalità quali Vittoria Colonna, Marcantonio Flaminio, Vittore Soranzo, Francesco Maria Molza, Francesco Berni, il pittore Sebastiano del Piombo - che le fece il ritratto - Pier Paolo Vergerio, Pietro Carnesecchi, Juan de Valdés, lo scrittore spagnolo residente a Napoli e in «odore di eresia», con il quale si mantenne in contatto per tutta la vita, il quale scriveva il 18 settembre 1535 al cardinale Ercole Gonzaga di essere stato a Fondi «con quella signora, che è grandissimo peccato che non sia signora di tutto il mondo, benché io credo che N. S. Dio ha provisto così perché anchor noi altri poveretti potiamo godere della sua divina conversatione et gentilezza, che non è punto inferiore alla bellezza».
La sua intelligenza e cultura, unita alla notevole bellezza, attirarono l'attenzione di importanti poeti del tempo, come l'Ariosto e Bernardo Tasso, il padre di Torquato, che le dedicò diversi sonetti. Uno recita:

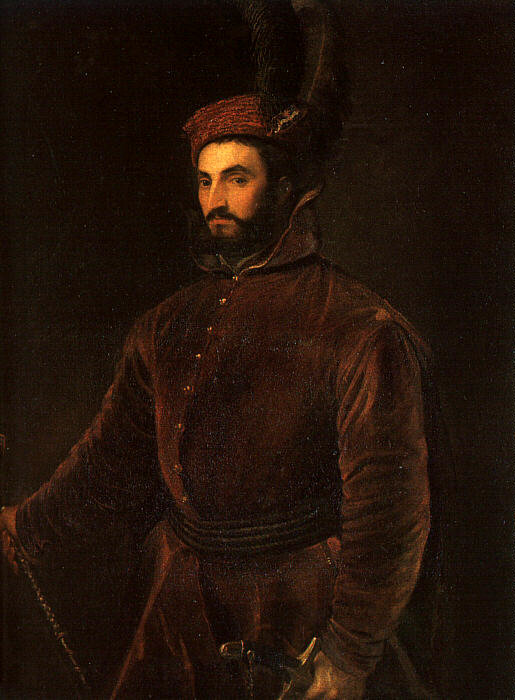
Tiziano, Ritratto di Ippolito de' Medici

la cui grazia divina ognun'invita
all'opre degne di perpetuo onore;
ne' cui lumi sereni onesto amore
per un raro miracolo s'addita;
virtù, senno, valore e gentilezza
vanno con voi, come col giorno il sole;
o siccome col ciel le stelle ardenti:
l'andar celeste, il riso e le parole
piene d'alti intelletti e di dolcezza,
son di vostra beltà ricchi ornamenti.»

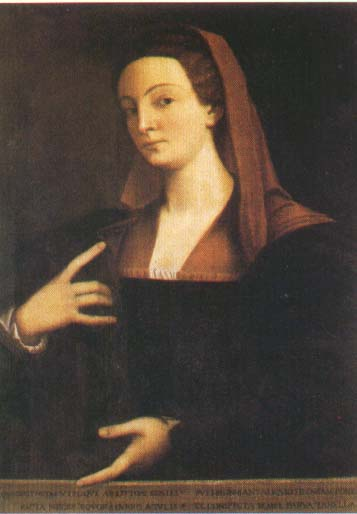
Anonimo, Ritratto di Giulia Gonzaga

Anche il cardinale Ippolito non smise, malgrado la porpora, di corteggiarla: questo legato pontificio nell'Umbria, vice-cancelliere, amministratore dei vescovati di Casale e di Lecce, titolare di ricchi benefici, che manteneva nella sua lussuosa casa romana in Campo Marzio una corte di centinaia di persone, le dedicò la sua traduzione del secondo libro dell'Eneide, scrivendo che l'incendio del suo cuore, da lei provocato, era simile a quello di Troia, ed esso gli procura «affanni, sospiri e lagrime». Voci dell'epoca le attribuivano la maternità del figlio illegittimo di Ippolito, Asdrubale de' Medici.

### L'attacco pirata
Nella notte tra l'8 e il 9 agosto 1534, la città di Fondi fu attaccata dal corsaro Barbarossa che già da settimane andava saccheggiando le coste meridionali della penisola, effettuando rapidi sbarchi dalle sue navi. A dar credito alla tradizionale interpretazione degli avvenimenti, egli avrebbe cercato di rapirla per consegnarla in "dono" al sultano Solimano I il Magnifico. Riuscita a sfuggire al rapimento con una fuga avventurosa compiuta in abiti discinti a Campodimele, il Barbarossa saccheggiò la cittadina e la vicina Sperlonga, ma fu poi respinto dalla strenua resistenza degli abitanti di Itri. Qualcuno ha anche insinuato che il tentativo del Barbarossa fosse stato sollecitato dalla famiglia Colonna che intendeva appropriarsi dei possedimenti della Gonzaga.
L'imperatore Carlo V, meno di un anno dopo, organizzò una spedizione contro Tunisi per distruggere la base delle sortite corsare del Barbarossa e quando, il 25 novembre 1535, il sovrano rientrò a Napoli, Giulia Gonzaga andò a incontrarlo non solo per vedervi il suo vendicatore, ma per ingraziarselo a vantaggio delle proprie liti domestiche con i Colonna e la stessa figliastra Isabella. E a Napoli rimase, entrando nel convento napoletano di San Francesco delle Monache, autorizzata da un breve di Paolo III, mantenendo lo stato laicale.

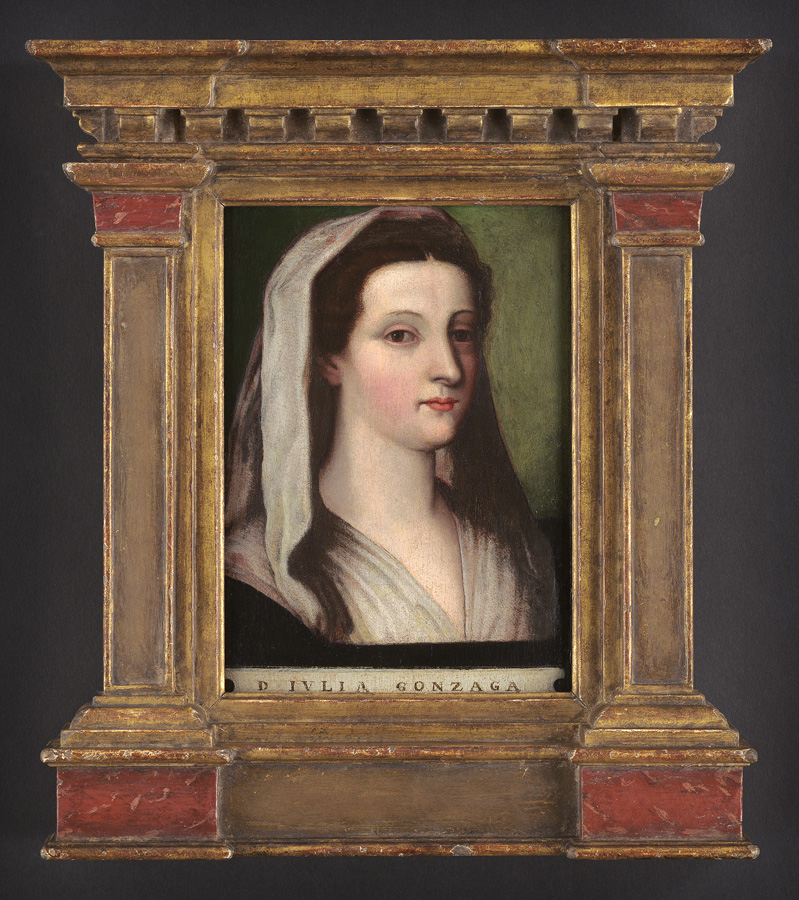
Anonimo, Giulia Gonzaga

Ortensio Lando la descrisse come una donna che, «scordatasi della sua bellezza, ha tutti i suoi pensieri al cielo rivolti et è fatta nelle sacre lettere assai più esercitata che l'altre femine non sono nell'ago over nella conocchia». A Napoli Giulia conobbe nel 1536 anche Bernardino Ochino, famosissimo e trascinante predicatore, generale dell'Ordine cappuccino, che fuggì poi in Svizzera per sottrarsi alla persecuzione dell'Inquisizione, e frequentò il circolo del Valdés, che la fece protagonista del suo dialogo Alfabeto cristiano, pubblicato postumo nel 1546 a cura della stessa Gonzaga. Le teorie di Valdés, condivise dalla Gonzaga, consistono nel rifiuto delle forme esteriori della devozione, nell'abbandonarsi con fiducia a Dio che, avendo posto su Cristo la punizione delle colpe dell'umanità, ha dato prova di una capacità di perdono della quale l'uomo può avere fede assoluta e la fede è un'illuminazione dello Spirito Santo, non il risultato di un'analisi razionale delle Scritture.

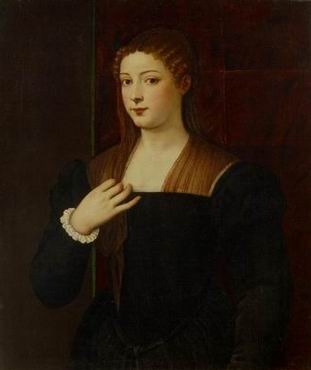
Tiziano, Ritratto di Giulia Gonzaga

Con la sua morte, avvenuta nel 1541, il Valdés la fece erede di tutti i suoi scritti e Giulia proseguì le iniziative dello spagnolo, stabilendo contatti anche con il circolo che si riuniva a Viterbo nella casa del cardinale inglese Reginald Pole, vicino alle posizioni riformate. Quando, nel 1558, il cardinale Pole, rifugiato in Inghilterra, ingiunto di presentarsi a Roma davanti al Tribunale del Sant'Uffizio per rispondere dell'accusa di eresia, in punto di morte si dichiarò cattolico e obbediente al papa, la Gonzaga scrisse all'amico Pietro Carnesecchi di considerare «scandalosa» quella dichiarazione.
Le sue frequentazioni con persone sospette di essere vicine alla Riforma protestante le procurarono le attenzioni dell'Inquisizione, che cominciò a raccogliere prove per un processo d'eresia ma non se ne fece nulla, grazie all'intervento dei cugini, il cardinale Ercole e Ferrante I Gonzaga.
Giulia Gonzaga morì a Napoli all'età di 53 anni, il 16 aprile 1566, lasciando erede universale il nipote Vespasiano.
Dopo la sua morte, il papa Pio V ottenne il sequestro della sua corrispondenza alla cui lettura disse che, se fosse stata ancora in vita, «l'avrebbe abrusciata viva». L'esame della sua corrispondenza con il Carnesecchi causò tuttavia l'apertura dell'inchiesta e del processo di eresia contro quest'ultimo, bruciato sul rogo il 1º ottobre 1567. Nei verbali del processo inquisitoriale contro il Carnesecchi, tanto la Gonzaga che il Pole che il Valdés, tutti ormai defunti, vengono descritti come eretici luterani.

## Ascendenza
|                       |                     |                                   | Genitori                       |  |  | Nonni |  |  | Bisnonni            |  |  | Trisnonni             |  |
|                       |                     |                                   |                                |  |  |       |  |  | Ludovico II Gonzaga |  |  | Gianfrancesco Gonzaga |  |
|                       |                     |                                   |                                |  |  |       |  |  | Ludovico II Gonzaga |  |  | Gianfrancesco Gonzaga |  |
|                       |                     | Paola Malatesta                   |                                |  |  |       |  |  | Ludovico II Gonzaga |  |  |                       |  |
| Gianfrancesco Gonzaga |                     |                                   |                                |  |  |       |  |  | Ludovico II Gonzaga |  |  |                       |  |
|                       |                     | Barbara di Brandeburgo            | Giovanni l'Alchimista          |  |  |       |  |  |                     |  |  |                       |  |
|                       |                     | Barbara di Brandeburgo            | Giovanni l'Alchimista          |  |  |       |  |  |                     |  |  |                       |  |
|                       |                     | Barbara di Brandeburgo            | Barbara di Sassonia-Wittenberg |  |  |       |  |  |                     |  |  |                       |  |
| Ludovico Gonzaga      |                     | Barbara di Brandeburgo            |                                |  |  |       |  |  |                     |  |  |                       |  |
|                       |                     | Pirro del Balzo                   | Francesco II del Balzo         |  |  |       |  |  |                     |  |  |                       |  |
|                       |                     | Pirro del Balzo                   | Francesco II del Balzo         |  |  |       |  |  |                     |  |  |                       |  |
|                       |                     | Pirro del Balzo                   | Sancia di Chiaromonte          |  |  |       |  |  |                     |  |  |                       |  |
| Antonia del Balzo     |                     | Pirro del Balzo                   |                                |  |  |       |  |  |                     |  |  |                       |  |
|                       |                     | Maria Donata Orsini               | Gabriele Orsini del Balzo      |  |  |       |  |  |                     |  |  |                       |  |
|                       |                     | Maria Donata Orsini               | Gabriele Orsini del Balzo      |  |  |       |  |  |                     |  |  |                       |  |
|                       |                     | Maria Donata Orsini               | Giovanna Caracciolo            |  |  |       |  |  |                     |  |  |                       |  |
| Giulia Gonzaga        |                     | Maria Donata Orsini               |                                |  |  |       |  |  |                     |  |  |                       |  |
|                       | Gianluigi I Fieschi | …                                 |                                |  |  |       |  |  |                     |  |  |                       |  |
|                       | Gianluigi I Fieschi | …                                 |                                |  |  |       |  |  |                     |  |  |                       |  |
|                       | Gianluigi I Fieschi | …                                 |                                |  |  |       |  |  |                     |  |  |                       |  |
| Gianluigi II Fieschi  | Gianluigi I Fieschi |                                   |                                |  |  |       |  |  |                     |  |  |                       |  |
|                       |                     | Luisetta Fregoso                  | …                              |  |  |       |  |  |                     |  |  |                       |  |
|                       |                     | Luisetta Fregoso                  | …                              |  |  |       |  |  |                     |  |  |                       |  |
|                       |                     | Luisetta Fregoso                  | …                              |  |  |       |  |  |                     |  |  |                       |  |
| Francesca Fieschi     |                     | Luisetta Fregoso                  |                                |  |  |       |  |  |                     |  |  |                       |  |
|                       |                     | Giovanni I Lazzarino Del Carretto | …                              |  |  |       |  |  |                     |  |  |                       |  |
|                       |                     | Giovanni I Lazzarino Del Carretto | …                              |  |  |       |  |  |                     |  |  |                       |  |
|                       |                     | Giovanni I Lazzarino Del Carretto | …                              |  |  |       |  |  |                     |  |  |                       |  |
| Caterina del Carretto |                     | Giovanni I Lazzarino Del Carretto |                                |  |  |       |  |  |                     |  |  |                       |  |
|                       |                     | Viscontina Adorno                 | …                              |  |  |       |  |  |                     |  |  |                       |  |
|                       |                     | Viscontina Adorno                 | …                              |  |  |       |  |  |                     |  |  |                       |  |
|                       |                     | Viscontina Adorno                 | …                              |  |  |       |  |  |                     |  |  |                       |  |
|                       |                     | Viscontina Adorno                 |                                |  |  |       |  |  |                     |  |  |                       |  |